# Курганский базовый медицинский колледж
Государственное бюджетное учреждение среднего профессионального образования «Курганский базовый медицинский колледж»  (ГБУ СПО КБМК) — колледж в г. Кургане, Курганской области.

## История
В 1931 году общество Красного Креста на средства, поступающие от городской платной поликлиники открыло в городе Кургане Челябинской области (с 1943 года — центр Курганской области) курсы медсестёр.
В декабре 1935 года на базе курсов по приказу Челябинского областного отдела здравоохранения от 5 декабря 1935 года № 213 для подготовки среднего медицинского персонала создаётся Курганская фельдшерско—акушерская медицинская школа (ФАШ). Школа включала в себя фельдшерско-акушерское отделение и Школу медицинских и ясельных сестер. Первым директором нового учебного заведения стал Александр Ильич Курлылёв. Первое время учащиеся занимались в классах общеобразовательных школ №4 и 10. Летом 1936 года заведение переехало перешли в здание по улице Советской 56, которое пришлось ремонтировать учащимся и преподавателям.
На 1 января 1936 года в медицинской школе обучалось 30  медсестер, с сентября 1936 года – 109 медсестер.
С лета 1937 года медшкола находилась в доме №59 по улице Советской (Дом декабриста Розена). В январе 1940 года это здание передали военной части. До настоящего времени оно не сохранилось.
Первый выпуск средних медицинских специалистов состоялся в 1938 году при директоре  Николае Владимировиче Черепанове. 85 медсестер получили распределение в медицинские учреждения Челябинской области.
В 1939 году в связи с эпидемиями при школе были организованы краткосрочны курсы фармацевтов. Специальность «Фармация» в Курганском медицинском училище была введена в 1962 году.
Весной 1940 года фельдшерско-акушерская медицинская школа поселилась в деревянном одноэтажном здании по ул. Береговой, 64 (теперь Климова, 80А), которое  было ранее арендовано школой под общежитие. (Дом декабриста Нарышкина, сейчас музей декабристов)
В соответствии с постановлением Совета Министров РСФСР от 22 мая 1954 года №721 «О мероприятиях по дальнейшему улучшению подготовки средних медицинских работников» и на основании приказа по Курганскому облздравотделу от 10 июля 1954 года №84 Курганская фельдшерско-акушерская школа переименована в Курганское областное медицинское училище.
В начале 60-х годов училище получило в своё распоряжение первый этаж нового жилого здания по улице Красина, 52. В 1971 году училищу дополнительно выделили часть первого этажа в одном из домов по улице Комсомольской, 24. В конца 80-х городской штаб ГО переехало и весь первый этаж отдали училищу.
Приказом Министерством здравоохранения РСФСР от 24 февраля 1966 года №54 училище становится базовым. Приказом Министерством здравоохранения РСФСР от 16 апреля 1970 года №286 училище утверждено базовым.
В 1991 году училище заняло здание областных профсоюзных курсов по улице Гоголя, 153.
Приказом Министерства здравоохранения и медицинской промышленности от 18 октября 1995 №285 училище реорганизовано в Курганский базовый медицинский колледж. В 2003 году колледж переехал из здания областных профсоюзных курсов в дом по улице Бажова, 132. Библиотека колледжа была перемещена в помещение по улице Комсомольской, 24. В 2006 году библиотека вслед за колледжом переехала в корпус по ул. Бажова, 132.
Приказом Департамента здравоохранения  Правительства Курганской области от 26 января 2011 года №93 реорганизован в Государственное бюджетное учреждение среднего профессионального образования «Курганский базовый медицинский колледж».

## Структура

### Специальности
- Акушерское дело
- Лабораторная диагностика
- Фармация
- Лечебное дело
- Сестринское дело

### Администрация
- Директор — Дзюк Татьяна Ивановна
- Заместитель директора по административно-хозяйственной части — Веселов Георгий Анатольевич
- Заместитель директора по учебно-методической работе — Плотникова Наталья Ивановна
- Заместитель директора по учебной работе — Евдокимова Светлана Петровна
- Заместитель директора по учебно-производственному обучению — Закоулова Марина Анатольевна
- Заместитель директора по воспитательной работе — Ведрова Елена Вячеславовна

Адресы
- г. Курган, ул. Алексеева, 11
- Общежитие, г. Курган, просп. Конституции, 64

## Награды
За качественную подготовку средних медицинских работников колледж в 2003 г. награждён почетной грамотой Курганской областной Думы.